# The Village Gate
The Village Gate est une salle de concerts, un club de jazz et un théâtre, aujourd'hui fermé, à l'angle de Thompson Street et de Bleecker Street dans le quartier de Greenwich Village à New York.
C'est l'impresario de jazz Art D'Lugoff (en) qui ouvre ce club en 1958, au rez-de-chaussée et au sous-sol du 158, Bleecker Street. Ce grand bâtiment École de Chicago construit par l'architecte Ernest Flagg (en) est connu à l'époque sous le nom de Mills House no 1, et sert d'asile de nuit pour des gens de passage.
La salle de concert occupe le rez-de-chaussée (Top Of The Gate), et le théâtre se situe au sous-sol (The Village Gate Theater).
Durant ses trente-huit années d'existence, le Village Gate voit s'y produire des musiciens célèbres tels que John Coltrane, Coleman Hawkins, Billie Holiday, Duke Ellington, Dizzy Gillespie, Bill Evans, Vasant Rai, Nina Simone, Herbie Mann, et Aretha Franklin qui fait là son premier concert. L'avant-première de la comédie musicale Jacques Brel Is Alive and Well and Living in Paris y est présentée en 1968.

## Histoire
Pendant les années 1960, l'animateur de radio et amateur de latin jazz Symphony Sid (en) organise un concert hebdomadaire au Village Gate, les Monday Nights at The Gate, mettant en vedette les meilleures formations du moment de la scène new-yorkaise latin jazz. Alors que la salsa commence à devenir de plus en plus  populaire, le label Alegre Records (en) décide d'en produire plusieurs concerts au Village Gate, dont beaucoup donnèrent lieu à des enregistrements. 
En 1977, le percussionniste Roger Dawson (en) inaugure une série de concerts hebdomadaires qui permettaient aux groupes latins d'inviter des solistes de jazz, les Salsa Meets Jazz : Sonny Stitt et Eddie Palmieri, Dexter Gordon et Machito, Dizzy Gillespie et Tito Puente, James Moody, Wynton Marsalis, Bobby Hutcherson, David ''Fathead'' Newman, Slide Hampton, Pharaoh Sanders. Ces rencontres sans répétitions produisirent des évènements parfois légendaires.
Au mois de mai 1970, le club organise un concert de soutien à l'écrivain Timothy Leary avec la participation de Jimi Hendrix, Jim Morrison, et Allen Ginsberg.
De 1971 à 1973, la comédie musicale National Lampoon's Lemmings, une parodie de Woodstock, obtient un grand succès au Village Gate Theater, et lance la carrière des acteurs John Belushi, Christopher Guest et Chevy Chase. De 1981 à 1991, la troupe de théâtre d'improvisation Noo Yawk Tawk (en) s'y produit en résidence. Le théâtre continue son activité dans le sous-sol jusqu'à l'automne 1977.
Le Village Gate ferme définitivement ses portes en 1993. Le rez-de-chaussée est maintenant occupé par une pharmacie de la chaîne CVS. Le sous-sol a rouvert au printemps 2008 comme salle de spectacle polyvalente, avec un bar à spectacles « Le Poisson Rouge ».
Le nom du Village Gate a été ré-utilisé en 1996 au 240 West 52d Street, où Art D'Lugoff trouva un emplacement pour le spectacle musical A Brief History of White Music dont il était le producteur. La pièce fut jouée jusqu'en 1997. En 1998, l'emplacement est repris brièvement par le nightclub Max's Kansas City.

## Principales productions musicales
Au Top Of The Gate :
- 1991 : Love Lemmings
- 1990 : Yesterdays: An Evening with Billie Holiday
- 1998 : Noo Yawk Tawk
- 1986 : Beehive
- 1983 : A... My Name Is Alice
- 1983 : Rap Master Ronnie
- 1976 : Lovesong
- 1975 : Tommy Tune Atop The Gate
- 1974 : The Charles Pierce Show

Au Village Gate Theater :
- 1992 : Jacques Brel Is Alive and Well and Living in Paris
- 1991 : The Real Live Brady Bunch and the Real Live Game Show
- 1990 : Further Mo'
- 1989 : Sid Caesar & Company: The Legendary Genius of Comedy
- 1987 : Sing Hallelujah!
- 1986 : National Lampoon's Class of '86
- 1986 : El Grande de Coca-Cola
- 1985 : Lies & Legends: The Musical Stories of Harry Chapin
- 1984 : Shades of Harlem
- 1984 : Orwell That Ends Well
- 1979 : One Mo' Time
- 1979 : Sterling Silver
- 1977 : Nightsong
- 1976 : 2 by 5
- 1974 : Let My People Come
- 1973 : National Lampoon's Lemmings
- 1972 : A Quarter for the Ladies' Room
- 1969 : Salvation
- 1968 : Jacques Brel is Alive and Well and Living in Paris
- 1967 : MacBird

## Principaux enregistrements
- 1992 : Tito Puente Live At The Village Gate
- 1990 : Clark Terry Live At The Village Gate
- 1989 : Chuck Mangione Live At The Village Gate
- 1982 : Swingle Singers Live In New York '82
- 1973 : Sivuca Live At The Village Gate
- 1971 : Larry Coryell At The Village Gate
- 1970 : Alice Coltrane Journey In Satchidananda
- 1970 : Dick Gregory Live At The Village Gate
- 1968 : Toshiko Akiyoshi Toshiko at Top of the Gate
- 1966 : Tico All-Stars "Decargas" : Live At The Village Gate feat. Tito Puente, Victor Paz, Charlie Palmieri, Johnny Pacheco, Ray Barretto, Jimmy Sabater, and Joe Cuba
- 1965 : Albert Ayler Live In Greenwich Village
- 1965: Hugh Masekela Live At The Village Gate
- 1964 : Flip Wilson Live At The Village Gate
- 1963 : Shlomo Carlebach At The Village Gate
- 1963 : Chris Connor At The Village Gate
- 1963 : Milt Jackson Quintet Live At The Village Gate
- 1963 : Lambert, Hendricks & Bavan Havin' A Ball At The Village Gate
- 1963 : Thelonious Monk Live At The Village Gate
- 1963 : Mongo Santamaría At The Village Gate
- 1962 : Coleman Hawkins Alive! At the Village Gate
- 1962 : Sonny Rollins Our Man in Jazz
- 1962 : Nina Simone Nina at The Village Gate
- 1961 : Herbie Mann Live At The Village Gate
- 1961 : Horace Silver Quintet Doin' the Thing